# 巨人齒峰

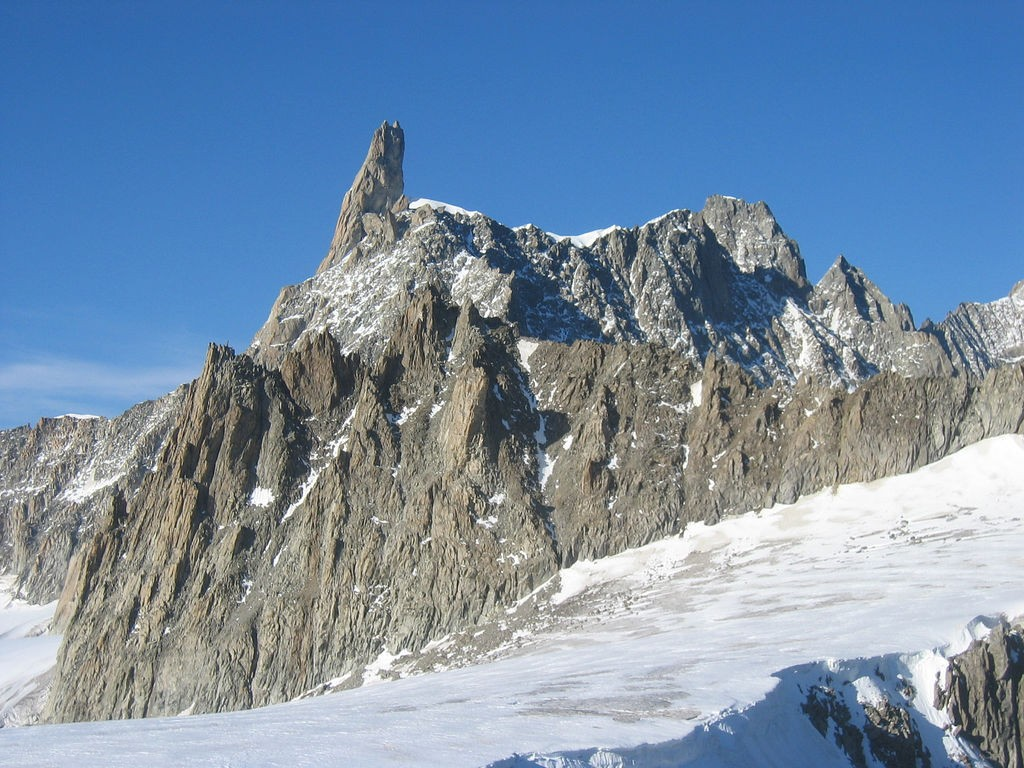

45°51′43″N 6°57′6″E / 45.86194°N 6.95167°E
巨人齒峰（法語：Dent du Géant），是歐洲的山峰，位於法國和意大利接壤的邊境，屬於格拉耶山的一部分，海拔高度4,013米，人類在1882年8月20日首次登上該山峰。